# Monodesmus nothus
Monodesmus nothus är en skalbaggsart som beskrevs av Louis Alexandre Auguste Chevrolat 1862. Monodesmus nothus ingår i släktet Monodesmus och familjen långhorningar. Inga underarter finns listade i Catalogue of Life.